# The Love Test
Pour plus de détails, voir Fiche technique et Distribution.
The Love Test est un film britannique réalisé par Michael Powell, sorti en 1935.

## Synopsis
Dans un laboratoire qui cherche une formule pour rendre le celluloïd ininflammable, des rivalités apparaissent lorsqu'il est question de remplacer le chimiste en chef. De peur que Mary, nouvellement arrivée dans le laboratoire, ait le poste à sa place, Thompson pousse John à la séduire pour la distraire de son travail.
Après diverses péripéties, John finira par trouver la formule miracle et gagnera le cœur de Mary.

## Fiche technique
- Titre original : The Love Test
- Réalisation : Michael Powell
- Scénario : Selwyn Jepson
- Direction artistique : Ralph W. Brinton
- Photographie : Arthur Crabtree
- Musique : Charles Cowlrick
- Production : John Findlay, Leslie Landau
- Société de production : Fox-British Pictures
- Société de distribution : Fox Film Company
- Pays de production :  Royaume-Uni
- Langue originale : anglais
- Format : noir et blanc — 35 mm — 1,37:1 — son Mono (Visatone-Marconi)
- Genre : Comédie dramatique
- Durée : 63 minutes
- Date de sortie :
  - Royaume-Uni : 1er juillet 1935

## Distribution
- Judy Gunn : Mary Lee
- Louis Hayward : John Gregg
- David Hutcheson : Thompson
- Googie Withers : Minnie
- Morris Harvey : le président de la compagnie
- Aubrey Dexter : le vice-président de la compagnie
- Eve Turner : Kathleen
- Bernard Miles : Allan
- Jack Knight : le directeur
- Gilbert Davis : Hosiah Smith, le chimiste en chef
- Shayle Gardner : le gardien de nuit
- Thorley Walters : un chimiste
- Ian Wilson : un chimiste